# 2019冠狀病毒病美國疫情時間線 (2020年)
本条目介绍2019冠状病毒病疫情于2020年在美国的情况和确诊病例。

## 2020年1月
1月21日
- 华盛顿州斯诺霍米什县确认了首例确诊並已進入社區的新型冠状病毒病例[1][2]，目前已移送至普罗维登斯地区医疗中心（英语：Providence Regional Medical Center Everett）隔离治療[3]。患者为30多歲男性，由武漢市出發後於當地時間1月15日抵達斯诺霍米什县[4]，上周因肺炎入院，經化驗後周末證實感染，現時情況穩定[5]。该患者于2月3日康复出院[6]。

1月24日
- 伊利诺伊州芝加哥新增1例确诊病例。患者為60多歲女性，2019年前往中國武漢，2020年1月13日返回美國，其後出現症狀，在芝加哥確診。她回國後未乘坐公共交通或參加公眾集會。[7][8]该患者将病毒传染给了其丈夫，成为美国第六例确诊患者，两人一同收治在霍夫曼莊園内的圣亚历克修斯医学中心，并于2月7日康复出院，转移至家中隔离。[9]
- 美國宣佈暫停美国驻武汉总领事馆運營，並安排包機將外交官和美國公民從武漢接回美國[10]。

1月25日
- 加利福尼亞州橙縣衛生保健局宣布確診全美第3宗個案，患者來自中國武漢[11]。2月20日康复后转移至居家隔离。[12]

1月26日
- 加利福尼亚州洛杉矶县新增1例确诊病例。感染者位于加利福尼亚州洛杉矶县，有往返武汉经历[13]。他20日從中國武漢返回美國，搭國泰港龍KA855至香港轉國泰航空CX880至洛杉磯[14]。2月1日康复出院后在家隔离。[15]
- 亚利桑那州卫生服务部和马里科帕县公共卫生部门宣布亚利桑那州立大学的一名学生被确诊为新型冠状病毒感染的肺炎病例[16]。目前美国5起病例都有武汉旅游或居住史[17]。

1月29日
- 美国国务院将其在湖北武汉的雇员及家属撤回美国，并在加州马奇空军预备役基地进行隔离。[18]

1月30日
- 伊利诺伊州新增1例確診病例，累計個案增至6宗。患者是第2宗確診個案、芝加哥女性的丈夫，60多歲，未曾前往中國大陸，但被妻子傳染，是美國確認的首宗人傳人個案[19]。

1月31日
- 加利福尼亚州旧金山湾区圣克拉拉县出现当地第一例确诊病例，全国累計個案增至7宗。据美国疾病控制与预防中心消息，该名患者为男性，在新型冠状病毒检测中显示为阳性，该消息也得到圣克拉拉县卫生局的确认。该名男子曾到中国武汉旅行，期间还去过上海，并于1月24号抵达圣何塞国际机场，回到圣克拉拉家中。[20]

## 2020年2月
2月1日
- 马萨诸塞州波士顿新增1例确诊病例，是美国本土第8例患者。该患者为麻州大学波士顿分校学生，20多岁，从中国武汉返校。[21][22]

2月2日
- 加利福尼亚州新增3例确诊病例，全国累计确诊11人。其中一名患者来自聖克拉拉縣，为成年女性，最近到過中國武漢，并与聖克拉拉縣确诊的第一例患者无任何关系。[23]另外两例均来自加利福尼亚州聖貝尼托縣，为一对夫妇，丈夫到過武漢，其妻子为美国第二例人传人患者。[24][25]

2月5日
- 威斯康辛州麦迪逊新增1例确诊病例，为美国本土第12例患者。公共卫生官员称，患者不是威斯康星大学麦迪逊分校学生，發病前去過中國北京，接觸過其他病例，在戴恩郡地区机场（英语：Dane County Regional Airport）降落后直接前往了威斯康星大学医院（英语：UW Health University Hospital）[26][27]。同日，美国计划从中国湖北省撤侨，预计抵达加利福尼亚州，两航班共搭载345名美国公民。其中一架搭载178名乘客，降落在特拉维斯空军基地，另一架搭载有167名乘客，降落在米拉马海军陆战队航空站[28]。

2月6日
- 撤侨班机从湖北省起飞，其中一架飞机载有60名加拿大人，飞机在加拿大不列颠哥伦比亚省温哥华短暂停留，随后飞往位于加利福尼亚州圣迭戈的米拉马海军陆战队航空站。另一架飞机于当地时间2月7日抵达德克萨斯州圣安东尼奥联合基地，其中90名乘客在此下飞机，剩余57名乘客继续飞往内布拉斯加州奥马哈[29]，所有乘客均将在空军基地内隔离14天。
- 加利福尼亚州圣克拉拉县的卫生官员在4月表示，一名57岁的女性在2月6日死于COVID-19，这个时间远远早于此前社會公認的美國首例死亡案例出現的時間2月29日[30]。

2月10日
- 加利福尼亚州圣迭戈新增1例确诊病例，确诊时还在空军基地内隔离观察中，后被收治于圣迭戈加利福尼亚大学医院（英语：UC San Diego Health）[31]。

2月11日
- 被隔离在加利福尼亚州马奇空军预备役基地的第一批共195名乘客结束隔离[32]。

2月12日
- 加利福尼亚州圣迭戈新增1例确诊病例，患者是日前搭乘美國首架撤僑班機，離開中國湖北省武漢市的人士，患者确诊时还在空军基地内隔离观察中。[33]

2月13日
- 德克萨斯州圣安东尼奥新增1例确诊病例，患者是日前搭乘美國首架撤僑班機，離開中國湖北省武漢市的人士，患者确诊时还在圣安东尼奥联合基地内隔离观察中[34]。

2月15日
- 美国政府宣布将帮助滞留在日本横滨港钻石公主号郵輪上的美国公民撤离。撤离人员将在特拉维斯空军基地、圣安东尼奥联合基地和内布拉斯加大学医学中心（英语：University of Nebraska Medical Center）进行隔离[35][36]

2月17日
- 钻石公主号上包括14名感染患者在内的338名美国公民回国[37][38]。

2月20日
- 加利福尼亞州新增2例确诊病例，分别位于洪堡县和萨克拉门托，两人最近均到访过中国。[39]次日，加利福尼亞州司法部（英语：California Department of Justice）确认其一位雇员曾与萨克拉门托患者有过接触，该雇员是该患者的家人。[40]

2月21日
- 在特拉维斯空军基地隔离的5名钻石公主号乘客被检测为阳性。[41]

2月25日
- 在圣安东尼奥联合基地隔离的6名乘客确诊。其中一名患者乘坐的美国国务院包机回美，其他五名为钻石公主号乘客。[42]

2月26日
- 加利福尼亚州索拉诺县新增1名确诊病例，并且不清楚该患者被谁传染。[43][44]加利福尼亚州公共卫生部发言人称，该病例或许是美国境内第一例社区传播案例。[45]萨克拉门托加州大学戴维斯分校医学中心（英语：UC Davis Medical Center）称，该患者于2月19日被转移至该医院，医疗中心团队怀疑是2019冠状病毒病，并将样本送至美国疾病控制与预防中心检测。疾病控制与预防中心起初拒绝为该患者进行检测，因为患者与典型症状不完全吻合。最终疾病控制与预防中心在2月23日对其样本进行检测，26日出具检测结果确诊。[46]

2月28日
- 加利福尼亚州圣克拉拉县新增1例确诊病例，患者为老年女性，为第二例传染源不明的病例。[47][48]
- 从钻石公主号撤离并隔离在圣安东尼奥联合基地的乘客中，又有2名乘客确诊，该军事基地累计确诊8人。[49]当日晚些时间，俄勒冈州第一例病例确诊，患者位于华盛顿县，其传染源不明。[50]当晚，华盛顿州一名高中生被确诊，传染源不明。另有一位近期到访过韩国的老年女性被确诊。[51]

2月29日
- 华盛顿州柯克兰新增3例确诊，其中1例死亡。死亡病例患者因病在常青健康医疗中心（英语：EvergreenHealth）去世。[52][53]
- 加利福尼亚州聖克拉拉縣新增1例确诊病例，患者为成年女性，于28日确诊的一位患者有关联。[54]伊利诺伊州库克县报告了一例疑似患者。[55]

## 2020年3月

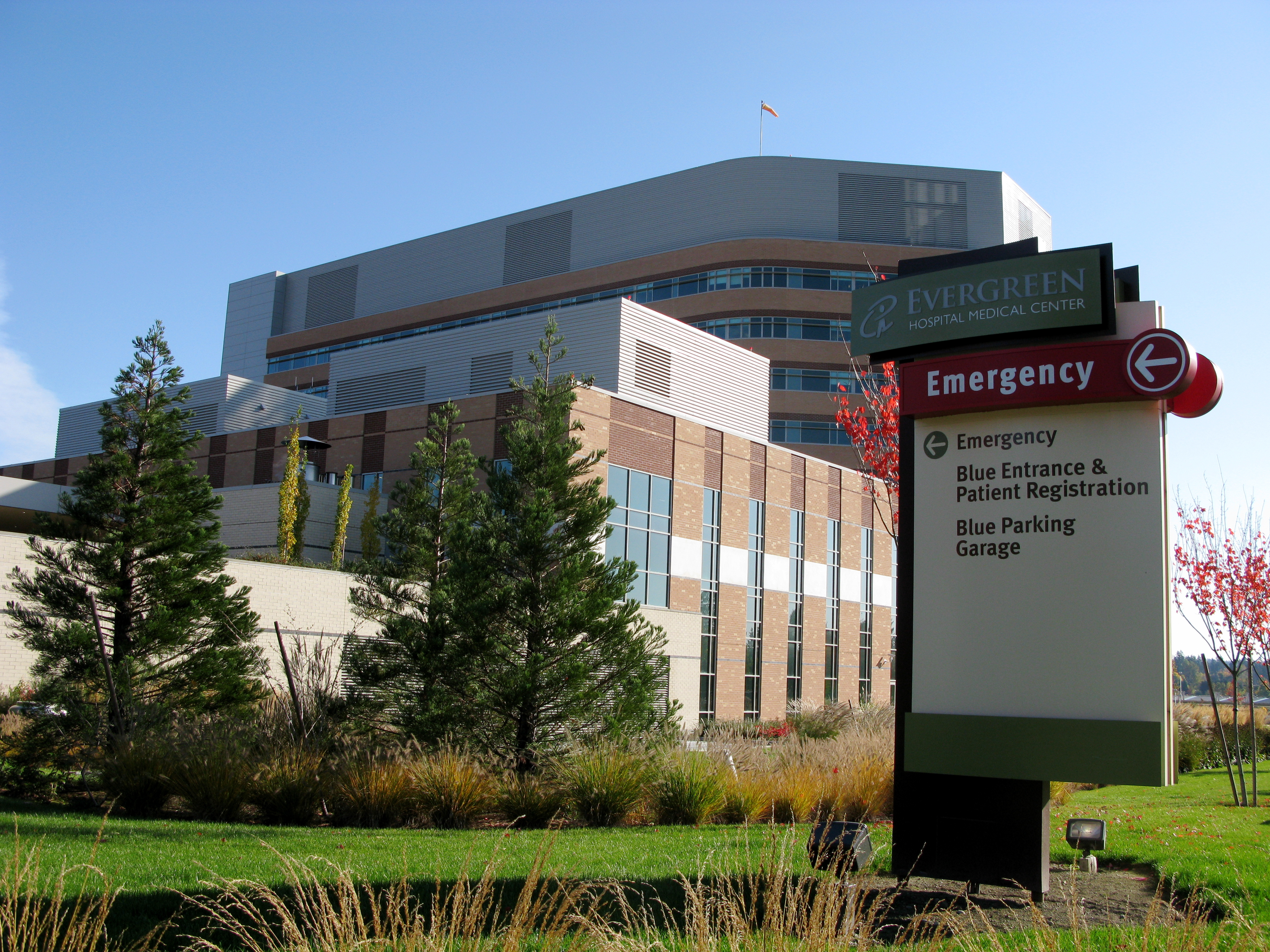
美国报告的第一例和第二例死亡出现在华盛顿州柯克兰的常青健康医疗中心

### 3月1日
- 罗德岛州卫生部（英语：Rhode Island Department of Health）宣布，一位40多岁的患者与一名少女在2月中旬前往意大利，推断为阳性。[56][57]
- 华盛顿州金县新增确诊6例，其中两名60多岁男子均为重症，一人在西雅圖弗吉尼亚梅森医疗中心（英语：Virginia Mason Medical Center）住院，另一人情况稳定，在伦顿的山谷医疗中心（英语：Valley Medical Center）。[58][59][60]另外4例新增病例，均与长期护理机构有关。[61]美国第二例死亡病例出现在柯克兰[62]。
- 加利福尼亚州共新增5例确诊病例，阿拉米達縣和索拉诺县各1例，均与北湾瓦卡瓦利医院相关病例。[63][64]聖克拉拉縣新增3例病例，其中两人最近从埃及回来，截至3月1日，该县目前共有7例患者确诊。[65]
- 纽约州出现第1例患者。州长安德鲁·库默宣布该患者为30多岁女性，最近从伊朗返回美国，现于曼哈顿家中隔离治疗。[66]
- 佛罗里达州出现2例确诊，分别位于希尔斯伯勒县和马纳提县。[67]
- 俄勒冈州新增1例确诊，与第一例相关。[68]

### 3月2日
- 加利福尼亚州新增5例确诊，其中聖克拉拉縣2例[69]，普莱瑟县1例[70]，索诺马县1例[71]，圣马特奥1例[72]。
- 俄勒冈州新增1例确诊，与前两例无关[73]。
- 华盛顿州新增5例确诊，4例死亡病例。累积确诊患者18人，累积死亡6人。[74]
- 伊利诺伊州新增1例确诊，为该州第3例患者的妻子[75]。
- 佐治亚州新增2例确诊，位于富尔顿县，刚从意大利返回。
- 新罕布什尔州出现第1例患者，为达特茅斯-希区柯克医疗中心员工，最近从意大利回国。[76]

### 3月3日
- 亚利桑那州新增1例确诊病例，位于马里科帕县，累计2例。患者与亚利桑那州立大学有关。[77]
- 加利福尼亚州新增12例确诊病例，其中圣克拉拉县2例未知传染源。[78]伯克利1例，患者最近从意大利返回。[79]康特拉科斯塔县1例，传染源未知。[80]橙县新增2例，为一名60多岁男性和30多岁女性，最近前往过疫情暴发国家。[81]洛杉矶县新增6例[82][83][84][85]。
- 华盛顿州新增9例病例，3例死亡，累计27人确诊，累计死亡9人。死亡病例中，8名均出现在金县，另一人在斯诺霍米什县。[86]亚马逊公司称一位在西雅图办公室工作的员工确诊。[87]
- 佛罗里达州新增1例确诊病例，同样位于希尔斯伯勒县，累计3例，最近从意大利返回。[88]
- 北卡罗来纳州出现第1例病例，位于韦克县，患者从华盛顿州西雅图的疗养院乘坐飞机返回，卫生部门正在进击辨认同一班航班上的其他乘客。[89]
- 马萨诸塞州新增1例确诊，位于诺福克县[90]。
- 新罕布什尔州新增1例确诊病例，患者曾与本州第一例患者有接触[91]。
- 纽约州新增1例确诊病例，位于西徹斯特郡，累计2例。患者为50多岁男性，最近未曾前往外国。[92]

### 3月4日
- 加利福尼亚州共新增4例确诊病例，新增死亡1例，包括在加州军事基地内隔离的撤侨病例，累计确诊53例，累计死亡1例[93]。普莱瑟县1例，患者为老年人，曾于2月11日乘坐过公主郵輪从旧金山前往墨西哥，并于2月21日返回。患者重症住院后，[94][95]于当日晚些时间死亡。[96]圣克拉拉县新增3例确诊病例。[97]美国国土安全部公布其员工中，有一名洛杉矶国际机场医疗检查员确诊，正在居家隔离[98]。
- 华盛顿州新增12例确诊病例，新增1例死亡，全州累计确诊39例，累计死亡病例10例。[99][100]其中金县新增10例[101]。Facebook宣布其西雅图员工中有一人确诊，办公室将关闭至3月9日，鼓励员工在家远程办公[102]。
- 田纳西州出现第1例确诊病例，位于威廉森县。州长威廉·李（英语：Bill Lee (Tennessee politician)）称患者为40多岁男子，最近曾出国旅游[103]。
- 德克萨斯州新增1例确诊病例，位于福遍县，患者为70多岁男子，最近离开过美国，现已在医院隔离治疗，情况稳定。[104][105]
- 新泽西州确诊首例病例，患者目前位于卑爾根縣的医院内[106]。
- 纽约州新增9例，均位于西徹斯特郡，分别为纽约州第2例患者的妻子、儿子、女儿和邻居及他们接触的人。儿子在叶史瓦大学上学，女儿在纽约市布朗克斯的高中上学，两所学校因此停课。[107][108][109][110]累计确诊11例。

### 3月5日
- 加利福尼亚州新增13例确诊，其中旧金山2例，圣克拉拉县4例[111]。旧金山公共卫生部称两名患者无任何联系，没有旅行史，为市内社区感染，分别被隔离在医院治疗。一名患者为90多岁男性，有慢性病。另一名患者为40多岁女性。[112]森尼韦尔一位72岁男性被发现死在家中，该男子家人中有人与加州第一例死者乘坐同一条船前往墨西哥，怀疑死者死于同样的疾病[113][114]。
- 科罗拉多州新增2例确诊患者，分别位于萨米特县和道格拉斯县。第一名患者为30多岁男子，与其他州确诊病例有接触[115]。后者为女性，最近有国际旅行史[116]。
- 内华达州出现第1例和第2例确诊病例，分别位于克拉克县和里诺。克拉克县患者为50多岁男子，曾到过华盛顿州和德克萨斯州[117]。里诺患者也为50多岁男子，在家隔离中，与在加州前往墨西哥邮轮上感染的2例病例相关[118]。
- 华盛顿州新增31例确诊病例，累计确诊70例，死亡10例[99]，目前斯诺霍米什县18例，金县51例，格兰特县1例。
- 伊利诺伊州新增1例确诊病例，位于芝加哥。患者为20多岁男子，最近到访过意大利，从奥黑尔国际机场入境，现在在拉什大学医学中心（英语：Rush University Medical Center）住院中[119]。
- 德克萨斯州新增4例，位于哈里斯县，均有埃及旅行史[120]，其中一名女性为莱斯大学教员。
- 马萨诸塞州新增1例确诊病例，位于剑桥市。总部位于剑桥市的Biogen公司称，与他们员工在上周一起在波士顿开会的3人确诊[121]。
- 马里兰州新增3例确诊病例，州长拉里·霍甘宣布患者位于蒙哥马利县，分别为一对70多岁夫妇和一名与他们不相关的50多岁女性。他们均有旅行史。[122][123][124][125]
- 新泽西州新增1例确诊病例，健康官员称患者相关情况正在调查中[126]。
- 纽约州新增11例确诊病例，累计22例[127]。

### 3月6日
- 亚利桑那州新增19例，位于皮纳尔县，累计3例，患者为社区传播[128]。
- 加利福尼亚州州新增11例，圣克拉拉县4例，康特拉科斯塔县3例，优洛县1例，普莱瑟县3例，累计确诊56例，累计死亡1例。航空航天公司洛克希德·马丁报告称其加州一名员工确诊[129]。至尊公主号邮轮上共有21人确诊，包括19名船员和2名乘客。
- 科罗拉多州新增6例确诊病例，其中5人均有外国旅行史[130]。
- 康涅狄格州出现首例确诊病例，州长内德·拉蒙特宣布，患者为医院员工，居住在纽约西切斯特县，目前在家隔离。[131]
- 佛罗里达州新增3例确诊病例，新增2例死亡，两人位于布劳沃德县，一人位于李县[132]。
- 佐治亚州新增1例推测阳性患者，位于弗洛伊德县，患者为46岁女性[133][134]。
- 夏威夷州出现首例确诊病例，州长大衛·伊藝宣布患者为至尊公主号邮轮乘客[135]。
- 伊利诺伊州新增1例确诊病例，患者为沃恩职业高中员工，曾乘坐至尊公主号邮轮[136]。
- 印第安纳州出现第1例确诊病例，位于印第安纳波利斯。患者从波士顿返回[137]。
- 肯塔基州州长安迪·毕歇尔（英语：Andy Beshear）确认该州出现第1例确诊病例[138]。
- 马萨诸塞州新增5例确诊病例，累计确诊8例[139]，4例位于萨福克县，3例位于诺福克县，1例位于米德尔塞克斯县。2人有意大利旅行史，1人有武汉旅行史，5人与波士顿长码头万豪酒店举行的Biogen领导会议有关[140]。
- 明尼苏达州出现首例确诊病例，位于拉姆西县，患者曾坐过有确诊病例的邮轮[141]。
- 内布拉斯加州出现首例确诊病例，位于道格拉斯县。州长皮特·里基茨宣布患者为30多岁女性，最近从英国返回[142]。
- 新泽西州新增1例确诊病例[143]。
- 纽约州新增22例确诊病例，累计确诊44例[144]。其中11例与一名居住在西切斯特县的曼哈顿律师有关，还有8名也在西切斯特县，3人位于拿骚县。
- 北卡罗来纳州新增1例确诊病例，位于查塔姆县，患者最近从意大利返回[145]。
- 俄克拉荷马州出现首例确诊病例，位于塔尔萨县，有意大利旅行史[146]。
- 罗德岛州新增1例确诊病例，患者为女性，最近与纽约确诊病例有接触。[147]
- 南卡罗来纳州报告两例推断阳性病例，分别位于克肖县和查尔斯顿县[148]。
- 德克萨斯州新增3例确诊病例。休斯顿1例，福遍县2例，均有前往埃及旅行史[149]。
- 宾夕法尼亚州出现首例和第2例确诊病例，分别位于特拉华县和韦恩县，均有旅行史[150]。
- 犹他州出现首例确诊病例，患者曾乘坐至尊公主号邮轮[151]。
- 华盛顿州新增10例确诊，4例死亡。累计死亡15人[152]。微软报告其在西雅图有两名员工确诊[153]。世纪互联体育场公布其员工确诊，2月22日举行的西雅图龙之队（英语：Seattle Dragons）观众可能被感染[154]。华盛顿大学确认其不在校园的一名教员确诊，从3月9日至20日开始将改为网课[155]。北岸学区（英语：Northshore School District）宣布将停课数周[156]。

### 3月7日
- 加利福尼亚州新增17例确诊病例。
  - 圣克拉拉县新增8例，斯坦福大学医学院教员确诊，该员工出现症状后不再上班,其工作场所关闭消毒[157]。之后，斯坦福大学宣布停止冬季学期最后两周的线下授课，但不关闭校园，成为华盛顿大学之后美国第二所停止线下授课的主流大学[158]。
  - 圣十架县新增1例，患者为至尊公主号乘客[159]。
  - 旧金山新增6例推测阳性病例，均与确诊病例有过接触，现已在家隔离[160]。
  - 埃尔克格罗夫一个家庭确诊，导致埃尔克格罗夫统一学区（英语：Elk Grove Unified School District）下周停课，暂停一切学生活动。学校发给学生家庭的通知信称暂时没有学生或者教师确诊[161]。
  - 马德拉县新增1例确诊，患者曾乘坐至尊公主号邮轮，与其配偶一同送至马德拉社区医院隔离观察[162]。
  - 弗雷斯诺县新增1例确诊病例，患者曾乘坐至尊公主号邮轮[163]。
- 纽约州新增确诊病例45例，累计确诊89例[164]州长宣布进入紧急状态[165]。
- 马萨诸塞州新增5例推测阳性病例，累计13人[166]。
- 俄勒冈州新增4例推测阳性病例，分别位于杰克逊县、克拉马斯县和华盛顿县[167]。
- 宾夕法尼亚州新增2例确诊病例，位于蒙哥马利县，有美国国内旅行史[168]。
- 弗吉尼亚州出现首例确诊病例。患者是贝尔沃堡（英语：Fort Belvoir）的美国海军陆战队士兵，最近曾出国旅行[169]。
- 华盛顿州新增确诊22例，新增1例死亡，累计死亡17例[170]。
- 华盛顿特区出现首例推测阳性病例，由市长梅利尔·巴乌斯尔宣布[171]。

### 3月8日
- 加利福尼亚州新增17例确诊病例。
  - 圣克拉拉县新增5例。[172]。
  - 康特拉科斯塔县新增5例，累计9例[173]。
- 佐治亚州新增4例确诊，切罗基县1例，科布县2例，富尔顿县1例。州长宣布，至尊公主号上有34名来自佐治亚的乘客，将被转移至多宾斯空军基地（英语：Dobbins Air Reserve Base）进行隔离。[174][175]
- 夏威夷州新增1例确诊病例。患者从华盛顿州返回，目前在医院隔离治疗。[176]
- 印第安纳州新增2例，均在亨德里克斯县。其中一人为小学生，因此亨德里克斯小学停课两周。[177][178]
- 艾奥瓦州出现首例确诊病例，新增3例。州长金·雷诺兹宣布3例病例均在約翰遜縣。
- 麻薩諸塞州新增15例，累计28例。[179]新增15人分别为：萨福克县5例，米德尔塞克斯县5例，诺福克县4例，还有1例未知。[180]
- 新泽西州新增2例推测阳性病例，累计6例。[181]
- 纽约州新增16例，累计106例。[182]
  - 纽约市针对疫情出台通勤指南，要求病患不要乘坐公共交通，鼓励市民避免乘坐拥挤的公交、地铁和火车。[183]
- 明尼蘇達州新增1例，位于卡弗縣，累计2例。患者于3月2日出现症状，50-59岁。[184]
- 南卡罗来纳州新增4例推测阳性病例，累计6例。新增4人中，1人有意大利旅行史，2人与之前病例有接触，另一人未知传染源。
- 佛蒙特州出现首例推测阳性病例，位于本宁顿县。
- 华盛顿州新增确诊34人，累计死亡19例。[185]

### 3月9日
- 加利福尼亚州新增19例确诊病例，1例死亡。
  - 圣克拉拉县新增6例[186]。
  - 萨克拉门托县新增3例[187]。
- 科羅拉多州新增4例推测阳性病例，累计12例。[188]
- 伊利诺伊州新增4例确诊病例，均在庫克縣。累计11例。[189]
- 印第安纳州新增1例，累计4例，位于諾布爾縣。[190]
- 肯塔基州新增2例确诊病例，累计6例。[191]
- 路易斯安那州首次出现疫情，新增1例推测阳性病例，州长乔恩·贝尔·爱德华兹（英语：John Bel Edwards）称该患者位于新奥尔良都会区（英语：New Orleans metropolitan area）。[61]
- 马萨诸塞州新增确诊病例13例，累计41例[192]。
- 新泽西州新增5例，累计11例，州长菲尔·墨菲宣布进入紧急状态。[193]
- 北卡罗来纳州新增5例推测阳性病例，均位于韦克县。这5例均从波士顿参加会议后返回。该州累计确诊7人。[194]
- 俄亥俄州首次出现疫情，新增3例确诊病例，均位于凱霍加縣。[195]
- 南卡罗来纳州新增1例推测阳性病例，累计7例。克莱门森大学中还有一例疑似病例。
- 德克萨斯州新增1例确诊病例，患者位于科林縣，最近从硅谷返回。[196]
- 弗吉尼亚州新增3例推断阳性病例。其中包括一位居住在阿靈頓縣最近刚从国外旅行归来的65岁左右的男性[197]，一位居住在費爾法克斯配偶之前确诊的女性，和一位居住在斯波特夕法尼亞縣的患者[198]。该州累计确诊5例。
- 华盛顿州新增26例确诊，3例死亡。[199][200]该州累计死亡22例。

### 3月10日
- 加利福尼亚州新增24例确诊病例。
  - 圣克拉拉县新增2例。
  - 埃尔克格罗夫的退休之家的一名居民确诊，于当日晚些时间因病毒引起的并发症死亡。县卫生部门称现在每天只能测试20人，因此将着重测试退休之家的剩余居民。[201]
- 科罗拉多州新增5例，累计17例推测阳性病例，州长宣布该州进入紧急状态。[202]
- 华盛顿特区乔治·华盛顿大学宣布春假后改为网络授课，3月23日开始，至少进行到4月5日，住宿学生搬离宿舍。[203]
- 佐治亚州新增6例推断阳性病例，累计17例[204]。
- 伊利诺伊州新增8例推测阳性病例，累计19例。[205]
- 路易斯安那州新增2例确诊和3例推测阳性病例。累计6例。市长及周边城市政府宣布取消周末游行活动。[206]
- 马萨诸塞州新增51例推测阳性病例，累计92例，进入紧急状态。[207][208]
  - 哈佛大学宣布学生下周春假结束后不要返回校园，春季学期剩下所有课程改为网课。[209] [210]麻省理工学院宣布超过150人的大课堂全部改成网络授课。[211]麻州大学波士顿分校给教职工的备忘录中要求尽快准备好远程授课。[212]位于马萨诸塞州西部的阿默斯特学院给正在放春假的学生发通知，要求学生放假后不用回学校，剩余课程改为网课。[213]
- 密歇根州首次出现确诊病例，新增2例，分别位于韦恩县和奥克兰县。[214]
- 明尼苏达州新增1例确诊病例，位于阿诺卡县。患者30多岁，没有慢性病，现在为重症。州长签署2100万美元资金用于防疫。[215]
- 新泽西州新增4例1确诊病例，新增死亡1例，累计确诊15例。[216]
- 纽约州州长宣布在3月12日至25日间，在新罗谢尔建立收容所。[217]
- 俄亥俄州弗农山拿撒勒大学（英语：Mount Vernon Nazarene University）宣布，由于19名学生春假从意大利返回，3月16日起改为网络授课。[218]
- 俄勒冈州新增1例推测阳性病例，位于姆尔特诺默县，累计15例。[219]
- 南达科他州首次出现确诊病例，新增5例确诊，1例死亡。[220]
- 德克萨斯州新增2例推测阳性病例，分别位于達拉斯縣 (德克薩斯州)和塔兰特县。[221]
- 犹他州新增1例确诊病例，位于韦伯县。[222]
- 弗吉尼亚州新增3例，其中1例位于劳登县，累计8例。[223]
- 华盛顿州新增105例确诊病例，金县新增2例死亡，该州累计死亡24人。[224]

### 3月11日
美国确诊病例超过1100例。阿肯色州、特拉华州、密西西比州出现首例确诊病例。更多大学宣布改为网络授课。华盛顿州州长杰伊·英斯利宣布三个县停止一切超过250人的聚集活动。俄亥俄州州长迈克·德瓦恩宣布取消一切超过1000人的集会活动。华盛顿州新增5例死亡，加州新增1例死亡。累计死亡37人，其中华盛顿州29人，加州4人，佛罗里达2人，新泽西州1，南达科他州1例。NBA宣布2019-20 NBA賽季暂停。
- 阿肯色州出现首例确诊病例，患者位于派恩布拉夫，最近有外国旅行史。[226]
- 特拉华州出现首例确诊病例，特拉华大学取消本周剩余课程、提前放春假。
- 佛罗里达州的佛罗里达州立大学宣布3月23日至4月5日改为网络授课。[227]
- 印第安纳州新增5例确诊，累计11例。[228]圣母大学宣布4月13日之前改为网络授课。[229]
- 路易斯安那州新增10例，累计13例。新奥尔良都会区之外出现病例。[230]
- 马萨诸塞州新增3例确诊病例，均在米德尔塞克斯县，累计95例。其中77例均与Biogen公司会议相关，4例有旅行史，14例未知。 [231]
- 密西根州的密歇根大学宣布今年剩余课程全部改为网络授课，取消大型集会活动。[232]
- 明尼苏达州新增2例确诊，累计确诊5例。明尼苏达大学宣布春假之后，至少4月1日之前的课程取消。[233][234]
- 密西西比州出现首例确诊病例，患者最近从佛罗里达旅行归来。[235]
- 新墨西哥州新增3例推测阳性病例，患者为60多岁夫妇，最近到访埃及，还有一名患者70多岁，最近从纽约归来。[236]
- 纽约州州长宣布所有纽约市立大学和纽约州立大学改为网络授课，不能回家的学生可以留在宿舍中。[237]
- 俄克拉荷马州NBA犹他爵士球员鲁迪·戈贝尔在奧克拉荷馬市与俄克拉何马城雷霆比赛前确诊，比赛暂停。
- 俄勒冈州新增4例确诊病例，分别位于波尔克县、马里昂、尤马蒂拉（英语：Umatilla, Oregon）和德舒特县。[238]
- 南达科他州新增3例确诊病例，累计8例。[239]
- 德克萨斯州休斯敦市长宣布休斯顿牛仔牲畜展和竞技节取消。[240]
- 弗吉尼亚州，漢諾威縣一名青少年从一个3级旅行警告国家旅行归来后确诊。漢諾威縣健康部门确认说，该患者并不是公立学校学生。[241]
  - 夏洛蒂鎮的弗吉尼亚大学宣布3月19日起改为网络授课。[242][243]学校行政部门效仿加利福尼亚大学洛杉矶分校，禁止超过100人的活动，这类活动将推迟或者取消。[244]
- 威斯康星州新增3例确诊病例。威斯康星大學綠灣分校宣布春假后改变授课方式。[245]威斯康星大学麦迪逊分校宣布暂停3月23日至4月10日之间的课程。[246]

### 3月12日
美国确诊人数超过1500人，更多大学和学院改为网络授课。阿肯色州，康涅狄格州，肯塔基州，马里兰州，马萨诸塞州，密歇根州，新墨西哥州，俄亥俄州，犹他州，弗吉尼亚州和华盛顿州公立学校宣布关闭。乔治亚州和堪萨斯州分别报告第一例死亡，华盛顿州新增2人死亡。美国累计死亡41例，华盛顿州31例，加州4例，佛罗里达2例，新泽西州1例，南达科他州1例，佐治亚州1例，堪萨斯州1例。
包括美国职业足球大联盟、国家冰球联盟和国家袋棍球联盟在内的大型体育赛事联赛宣布暂停赛季。国家大学体育协会取消所有冬季和春季运动的季后赛比赛，包括篮球、棒球和垒球比赛。
- 阿拉巴马州：尽管暂时没有出现确诊病例，阿拉巴马大学系统和奥本大学宣布将在春假后改为网课。[247][248]
- 阿拉斯加州出现首例确诊病例。[249]
- 康涅狄格州学区的学校至少关停至3月27日。[250]
- 特拉华州州长约翰·卡尼宣布该州进入紧急状态。该州新增3例病例，与特拉华大学有关。
- 佐治亚州出现首例死亡[251]，穆迪空军基地的餐厅工作人员确诊，导致基地关闭。[252]埃默里大学宣布关闭校园，学期剩余课程改为网课。佐治亚州大学系统宣布其26所大学将停课两周[48]。
- 夏威夷大学宣布3月23日起改为网络授课。[253]
- 缅因州出现首例确诊病例。患者为50多岁女性，居住在安德罗斯科金县，被要求在家隔离。[254]
- 密歇根州卡曼·安斯沃思社区学校中学生在3月7日与一名确诊病例有过接触，该学生11日有到学校上客。州长宣布到4月15日间关闭州内所有K-12学校[255] 。
- 新墨西哥州宣布所有公立学校关闭3周。[256]
- 犹他州州长建议取消所有超过100人的集会活动。所有大学均改为网络授课。总部位于犹他州盐湖城的耶稣基督后期圣徒教会宣布取消全世界范围内的集会活动。[257][258]
- 弗吉尼亚州州长宣布该州进入紧急状态，取消所有公职人员的州外旅行，部分学校停课[259]。

### 3月13日
美国总确诊人数超过2100例。佛罗里达、加利福尼亚州和科罗拉多州均新增1例死亡，华盛顿州新增6例死亡。美国累计死亡50例，其中：华盛顿州37例，加州5例，佛罗里达3例，新泽西州1例，南达科他州1例，佐治亚州1例，堪萨斯州1例，科罗拉多州1例。国家冰球联盟要求球员自我隔离至少一周。
- 科罗拉多州出现首例死亡。[261]
- 佐治亚州：全国运动汽车竞赛协会（NASCAR）推迟本周末位于亚特兰大赛车场（英语：Atlanta Motor Speedway）举办的比赛，下周末位于霍姆斯特德-迈阿密赛车场举办的比赛也推迟。[262]
- 爱达荷州出现首例确诊病例。患者为50多岁女性，最近从纽约旅游归来。[263]
- 伊利诺伊州州长宣布州内所有公立和私立学校3月份停课。
- 路易斯安那州由于竞选专员多半为65岁以上的老人，面对疫情十分脆弱，因此将4月4日的总统初选活动推迟至6月20日。[264]
- 南卡罗来纳州州长亨利·麦克马斯特宣布该州进入紧急状态，关闭克肖县和兰开斯特县的学校两周。[265]
- 南达科他州宣布进入紧急状态。所有学校在3月16日至20日间停课。[266]
- 德克萨斯州：德克萨斯大学奥斯汀分校校长的妻子和一位家人成为奥斯汀前两位确诊的患者，该校在凌晨紧急通知关闭校园。前日，该校已经将原计划于3月17日开始的为期一周的春假延长一周。[267]上午，德克萨斯州进入紧急状态[268]。

### 3月14日
美国国内累计确诊病例突破2700例。当日新增死亡7例，其中华盛顿州3例，佛罗里达州1例，路易斯安那州1例，纽约州1例，弗吉尼亚州1例。
- 北卡罗来纳：所有学校关闭2周。[269]州长宣布禁止大规模聚集活动。[270]
- 弗吉尼亚州州长宣布该州首例死亡病例。[271]
- 巴西驻美国大使内斯托尔•福斯特COVID-19检测呈阳性[272]。

### 3月15日
美国国内累计确诊病例突破3500例。
- 亚利桑那州州长道格·杜西宣布州内学校关闭至3月27日。[273]
- 康涅狄格州宣布所有学校至少关闭至3月31日。[274]
- 缅因州宣布进入紧急状态，该州累计7例确诊病例。[275]
- 明尼苏达州州长宣布所有学校至少停课至3月27日，该州累计确诊35例，至少出现了3例人传人病例。学校关闭期间，依旧为学生提供膳食和心理健康服务，[276]小学依旧对医护工作者及急救工作者子女开放，[277]学校教师将为远程课程做准备。[278]
- 俄亥俄州州长和州公共卫生部命令从周日晚开始，全部酒吧和餐厅关闭，鼓励餐厅提供外卖服务，但不允许在店内食用。[279][280]州长城该举措是为了防范即将到来的圣帕特里克节，担心民众无视禁令去酒吧聚会。[281]
- 南卡罗来纳州宣布从周一开始，所有学校停课[282]，该州进入紧急状态，包括图书馆和娱乐中心在内的所有公共设施均将关闭。[283]当日新增确诊病例9例，累计28例。[284]

### 3月16日

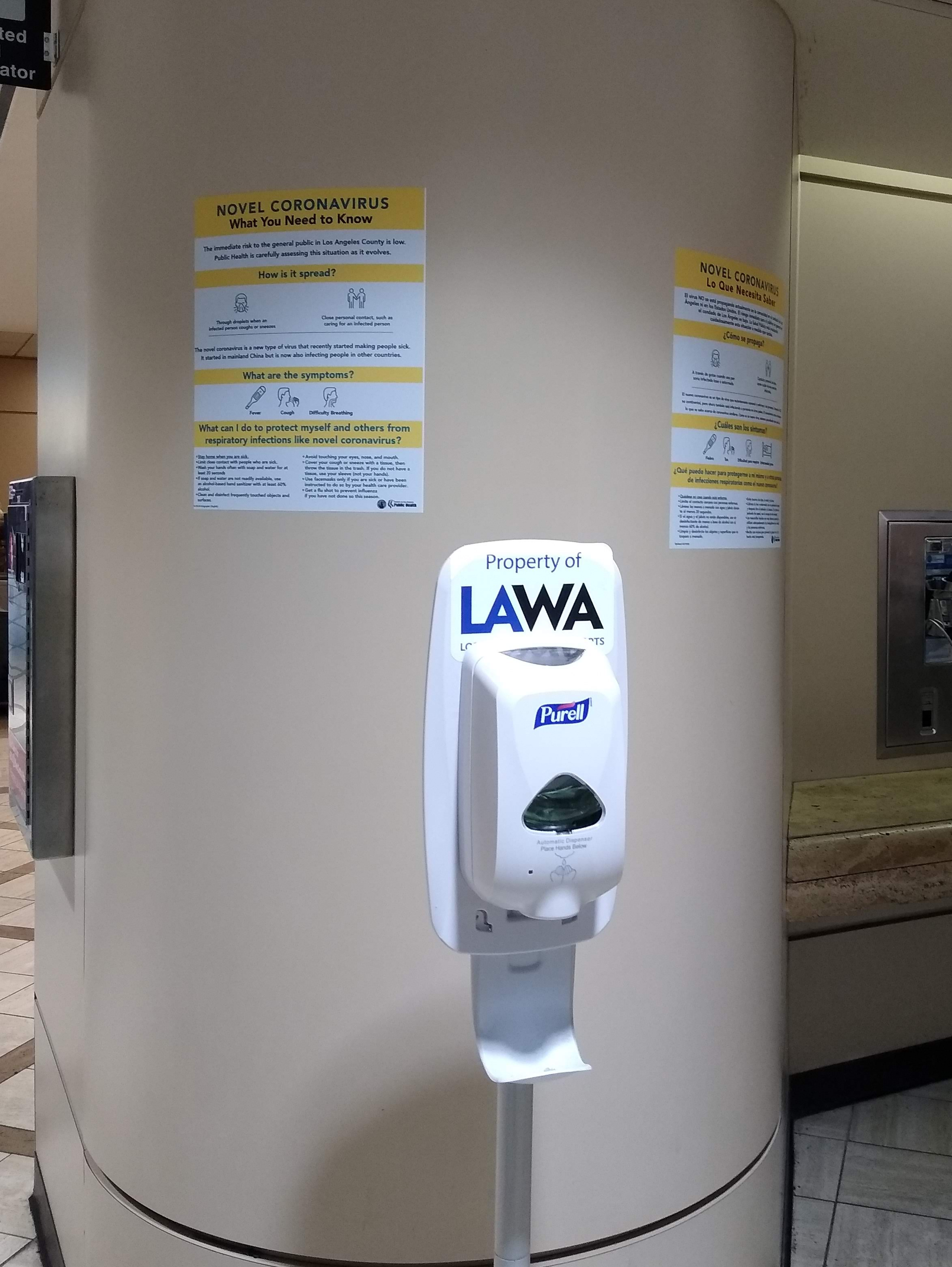
3月16日美国洛杉矶国际机场内的洗手液和警示标志

美国总统特朗普针对2019冠状病毒病发布了新的指导方针，敦促人们避免10人以上的社交聚集活动，并且限制自由旅行，虽然并没有命令进行隔離檢疫或宵禁，但是他说限制措施可能会持续到7月或8月，并承认美国可能因此出现经济衰退。除了前一天美國聯邦儲備銀行降低利率以外，美国股市在此暴跌。
- 科罗拉多州新增29例确诊病例，累计160例。[286]丹佛市长迈克尔·汉考克（英语：Michael Hancock (Colorado politician)）要求全市所有酒吧和餐厅在3月17日早8点前关门，只允许快递或订餐自取，并且禁止任何超过50人的聚集活动。[287]州长賈雷德·波利斯将该禁令延伸到全州所有城市，同时要求关闭健身房、赌场和影院。[288]
- 华盛顿特区：美国最高法院推迟了原定于3月底和4月1日的口头辩论，与1918年流感大流行和1793年、1798年针对黄热病暴发时采取的措施相同。华盛顿特区累计确诊18人。[289]
- 加利福尼亚州截至3月16日，洛杉矶市长要求所有酒吧、电影院、健身房和体育馆停业，餐厅只允许订餐自提或快递服务。。[290]
- 明尼苏达州：州长蒂姆·沃尔兹命令所有公共场所至少关闭至3月27日，包括并不仅限于餐厅、酒吧、咖啡店、健身房、电影院、啤酒厂和滑雪度假村。[291][292]
- 俄克拉荷马州：州长在被批评无视社交距离后，宣布该州进入紧急状态。该州累计确诊10例。[293][294]
- 德克萨斯州首例死亡，患者位于馬塔哥達縣。[295]

### 3月17日
美国累计确诊5145例，死亡91例。
- 加利福尼亚州：旧金山、马林县、聖塔克拉拉縣、圣十架县、圣马特奥县、康特拉科斯塔县和阿拉米達縣共7个县联合发布强制就地避难（英语：Shelter in place）令，约670万人都将受此影响，覆盖旧金山湾区的大部分企业。命令“将要求人们除必要情况外，要待在家里”。必要的政府职能机构和必要的商店将继续保持开放，民众仍被允许因医疗护理、购买必要用品等缘由出行。机场、公共交通和出租车将继续提供必要的出行服务。[297][298][299]
- 堪萨斯州：州长命令所有k-12学校本学期剩余时间关闭。[300]
- 伊利诺伊州出现首例死亡，新增55例确诊，22例位于疗养院，该州累计确诊166例。[301]
- 宾夕法尼亚州：所有酒品店无限期停业。[302]
- 西弗吉尼亚州出现首例确诊，是美国本土最后一个沦陷的州。[303]

### 3月18日
- 佛罗里达：馬里奧·迪亞斯-巴拉特宣布自己确诊，他是美国第一个确诊的国会议员。
- 肯塔基州：路易斯维尔市市长格雷格·费舍尔（英语：Greg Fischer）的妻子确诊。[304]
- 路易斯安那州：: in 东巴吞鲁日堂区的Rev. Tony Spell of Life礼拜堂教堂举行上百人礼拜仪式，公开反抗州长下发的禁止50人以上聚集活动的禁令。[305]
- 密西根州出现首例死亡病例。患者为50多岁男子，有慢性病史。[306]该州新增确诊30例，累计确诊110例。[307]
- 俄亥俄州累计确诊88例，[308]州长迈克·迪万宣布将关闭州内181处机动车局办事处，仅5处开放处理商业机动车驾照申请及更新服务。州长还要求州立法机关颁布法律延长驾照过期的缓冲时间。理发店和纹身店等也被要求停业。[309]继续营业的公司需要每日测量员工体温，如果员工生病将立即回家休息。[310]
- 犹他州国会议员本·麥克亞當斯确诊。[311]

### 3月19日
3000名医务工作者联名请求美国移民及海关执法局释放因违反移民法被拘留人员，认为苛刻的、人满为患的收容地是冠状病毒散播的温床。
- 加利福尼亚州要求州内所有博物馆、购物中心和非必要的工作场所在3月20日晚12点前停业，[313]要求州内4000万居民呆在家中。该州有超过900人确诊，19人死亡。[314]由于电影院关闭，电影艺术与科学学院在考虑修改2021年奥斯卡典礼的评选资格。[315]
- 密西根州新增254例病例，累计334例，新增2例死亡。[316]新增病例陡增是由于加大测试量导致的。[317]
- 北卡罗来纳州累计确诊134例。[318] ProPublica揭露参议员理查·波爾作为参议院情报专责委员会主席，利用职务之便误导公众对2019冠状病毒病的认识，在股市暴跌之前抛售股票赚取58万至156万美元。[319][320]
- 宾夕法尼亚州教育部（英语：Pennsylvania Department of Education）宣布取消2019-2020学年考试。宾夕法尼亚州累计确诊196例，[321][322]湯姆·沃爾夫命令州内所有“非维持生活所必需的商业”晚上8点前关闭，3月21日起实施。[323]

### 3月20日
截至3月20日，美国累计确诊19285例病例，死亡249人。
- 加利福尼亚州：洛杉矶市市长埃里克·加塞蒂承诺市民不会因为违反宅家命令而坐牢，市长认为颁布该命令的主要目的是敦促各企业单位强制在家办公。[325]售卖大麻的商店也被归纳于核心事务，不用停工。[326]
- 伊利诺伊州州长颁布宅家命令，将于3月21日起生效至至少4月7日。[327]
- 纽约州州长安德鲁·科莫颁布全州范围内的宅家命令，所有非核心事务工作人员需要呆在家中。他在发布会上强调称纽约的确诊人数从4日开始激增超过2900例。当日纽约市累计确诊超7000例。[328][329]
- 北卡罗来纳州：州政府命令北卡罗来纳国民警卫队（英语：North Carolina National Guard）协助运输物流和医疗补给品运输，该州累计确诊179例。[330]
- 俄亥俄州出现首例死亡。死亡患者为76随南行。给该州累计确诊169例，州长宣布将关闭所有老年中心和老年疗养所。[331]
- 田纳西州出现首例死亡，纳什维尔县有15人治愈出院。[332][333]
- NBA的洛杉磯湖人、丹佛金塊、費城76人、波士頓塞爾提克四支球隊總計7人染病，其中湖人球員就有2名[334]。

### 3月21日
- 副总统彭斯和其夫人测试为阴性。[335]
- 佛罗里达州长称正在考虑新的隔离措施，希望使用类似于废弃的会展中心、酒店等地点集中收治确诊病人，而不是让他们在家继续传染家人。截至当日佛罗里达累计确诊763例。[336]
- 明尼苏达州出现首例死亡，患者为80多岁女性，与一确诊病例有过接触。[337]
- 俄亥俄州累计确诊247例，照顾10人以上的成年人日托服务勒令关闭。[338]
- 北卡罗来纳州：累计确诊病例超过273例，医院开始限制进入医院的访客数量。[339]
- 南卡罗来纳州：州长命令当地法务部门驱散海滩上的人群，该州累计确诊173例。[340]
- 弗吉尼亚州累计确诊158例。[341]

### 3月22日
截至3月22日，美国累计死亡人数为326人。
- 加利福尼亚州州长称应优先对医护人员、住院病人、老年人、高危人群和已有症状人群进行检测。[342]
- 纽约州：由于医护人员缺少防护用具，健康机构建议停止对非住院病人进行检测。.[342]州政府宣布将于放荡日开始对三种药物有效性进行测试。美国食品和药物管理局已经运输70000份的羟氯喹，10000份阿奇霉素和750000份氯喹至纽约。[343]

### 3月23日
- 密西根州累计确诊人数为1328人，死亡15人。州长宣布宅家命令，于3月24日午夜生效，至少持续到4月13日。[344]
- 明尼苏达州：州长宣布为企业提供小型贷款，该州累计确诊235人，1人死亡。[345]州长的秘书团队中有一人确诊，因此他本人也进入隔离。参议员艾米·克罗布彻的丈夫由于确诊住院。[346]

### 3月31日
美國國務卿蓬佩奧表示，有一位國務院官員因感染2019冠狀病毒病去世。這是2019冠狀病毒病美國疫情暴发以來，首位美國外交人員因該病逝世。另外截至當天，美軍已有673名現役軍人COVID-19檢測呈陽性。其中西奧多·羅斯福號航母就有超過70名官兵COVID-19檢測呈陽性。

## 2020年4月

### 4月5日
据CNN報導，紐約布朗克斯動物園名為納迪亞（Nadia）的馬來亞虎確診感染COVID-19，为全球首例。據信是被一名無症狀的保育員傳染。

### 4月8日
库克县一所监狱证实该监狱有251名被关押人员以及150名工作人员COVID-19检测呈阳性，其中22人被送往医院治疗，已有一名被关押人员死于COVID-19感染。

### 4月17日
100多名示威者聚集在加州亨廷顿海滩，抗议加州的COVID-19“居家避疫令”。1000多名抗议者在密歇根州州府兰辛议会大厦前示威，抗議“居家避疫令”。几百名抗議者在明尼苏达州首府圣保罗州长的官邸前抗议“居家避疫令”。在北卡罗来纳、俄亥俄、犹他、怀俄明、维吉尼亚、华盛顿州等州，出現多名抗议者抗議“居家避疫令”。

### 4月22日
4月22日，纽约布朗克斯动物园内又有7只大型猫科动物的COVID-19检测结果呈阳性，包括4只老虎和3只非洲狮。

### 4月28日
美国COVID-19确诊人数超过100万人。

### 4月30日
4月30日，密歇根州州议会正在讨论是否將紧急状态延长28天。此時有数百名抗议者在州议会大厦前示威，抗议居家隔离政策。不少抗议者甚至涌入州议会大厦抗议，部分人还携带枪支入內。

## 2020年5月

### 5月27日
美國COVID-19死亡人數超過10万人。

## 2020年6月

### 6月11日
美国COVID-19确诊人数超过200万人。

## 2020年7月

### 7月6日
美国COVID-19确诊人数超过300万人。同日亞特蘭大市長波托斯2019冠狀病毒疾病呈陽性反應，但並未出現相關症狀。

### 7月15日
俄克拉荷马州州长凱文·斯蒂特确诊感染COVID-19。

## 2020年9月

### 9月22日
美國COVID-19死亡人數超過20万人。

## 2020年10月

### 10月2日
美國總統唐纳德·特朗普在推特確認自己和第一夫人梅拉尼婭·特朗普的COVID-19病毒檢測呈陽性。

### 10月5日
美國海岸警衛隊海軍上將查尔斯·雷感染COVID-19病毒。

### 10月7日
美国海军陆战队副司令盖里·托马斯COVID-19病毒检测呈阳性。

## 2020年12月

### 12月14日
美國COVID-19死亡人數超過30万人。